# RCA
RCA（Radio Corporation of America、アメリカ・ラジオ会社、アールシーエー）は、アメリカ海軍の示唆に基づきオーウェン・D・ヤングが創立し、ゼネラルエレクトリックによって買収されたアメリカ合衆国のエレクトロニクス（電気機器・半導体）事業を中心とする多国籍企業。現在はアメリカ合衆国のタリスマンブランド社（Talisman Brands d.b.a Established Inc.）が所有する登録商標であり、商標使用権売却により様々な商品分野でRCAブランドの商品が販売されている。

## 歴史

### 経営史
設立当初は全米各地のラジオ会社の大半を傘下に収めると共に、RCAレコード・NBCなどのメディア事業を経営、1923年までに海底ケーブルを利用した大西洋通信の3割、太平洋通信の5割を市場占有した。一方でロックフェラー・センターにRCAビルを竣工。1970年代にはラザードを自社の投資銀行に使い、ハーツレンタカーなど本業との関連が薄い企業もM&Aで保有していた。
- 1919年 - GEのオーウェン・D・ヤングが提案・創立する。素地はアメリカン・マルコーニ社。
- 1926年 - 放送会社NBCを設立する。
- 1928年 - ハリウッドの映画会社RKOに資本参画する。
- 1929年 - ビクタートーキングマシン（当時の日本ビクター蓄音機〈現：JVCケンウッド〉の親会社）を買収し、RCAビクター（現：ソニー・ミュージックエンタテインメント〈米国〉）を設立する。
- 1969年 - 社名をRCAと改称する。
- 1984年4月 - CEDビデオディスク（後述）の商業的な失敗がCNNなどで報じられる（#終焉）。
- 1986年12月 - グループ全体をGEが凡そ64億ドル（概算1兆2000億円）で買収する。CED事業の失敗で大損したことが一因とされる。この買収額は当時のアメリカ企業による最高額であり、GEのコングロマリット化を推し進める象徴でもあった。
- 1987年　- GEはNBC事業を残し、その他の事業・資産をトムソンとベルテルスマンに売却。
- 1986年から1992年 - ジェイコブ・ロスチャイルド（コンシル・メンバー、最終年はシニア・フェロー）[1]
- 1994年 - RCAドームの命名権を買収。
- 2002年 - トムソンは中国の家電メーカー・TCL社と、RCAブランドのテレビなどの生産・流通の合弁事業を開始。
- 2003年 - 「蓄音機に耳を傾ける犬ニッパー」の商標をGEからトムソンが買収。但しBMGの持つ使用権は継続。
- 2006年 - トムソンは家電アクセサリー部門とその分野でのRCAブランドの使用権をAudiovox社に売却。
- 2007年 - トムソンは欧州域外の家電事業とその分野でのRCAブランドの使用権の売却を決定。

### 開発史
- 1930年 - 世界最初の電気式蓄音機を発売開始。
- 1939年 - 米のテレビ試験放送開始に伴い、白黒テレビ受像機（TRK-12・TRK-9・TRK-5・TT-5）を一般発売。
- 1949年 - 同社初の1/4インチ幅磁気テープ用のオーディオ・テープ・レコーダー（RT-1?）を開発、製造。
- 1953年
  - 春頃 - 通常の白黒放送と両立性のある新しいカラー方式（Compatible RCA方式）を開発。後のNTSC方式の基礎となる。
  - 中頃 - 1/4インチ磁気テープを使用したステレオ・テープ・レコーダーRT-21を開発、製造。
  - 末頃 - 米連邦通信委員会（FCC）の全米テレビジョン方式委員会（NTSC）にて正式決定した同方式による世界初のカラーテレビ受像機を発売。
- 1954年 - LP、EP用のアナログ・レコードの録音・再生用カーブとしてNew Orthophonicを開発。同年後にRIAAの標準カーブとして採用され、これは現在も、アナログ・レコードの標準仕様となっている。
- 1957年
  - 初め頃 - 米NBCテレビ向けに2インチの白黒VTRの製造、販売を開始。
  - 11月頃 - 2インチの白黒VTRを独自に改造した、世界初の実用化2インチカラーVTRを開発、製造。米NBCに於いての運用を開始する。
- 1958年 - ステレオ・レコードの発売に伴い、同ソフトの再生装置が入ったステレオ・セットを発売する。
- 1959年初め - 2インチカラーVTRの方式にて、米アンペックスの別の方式（ローバンド方式）に合意。同VTRの製造を同方式の物に切り替える。
- 1968年 - CMOS標準ロジックIC、CD4000シリーズの販売開始
- 1981年 - カラーテレビを上回る費用を投じて開発された「CEDビデオディスク（商品名：セレクタビジョン）」の再生機とビデオディスクソフトがアメリカで市販化される。

## エレクトロニクス部門

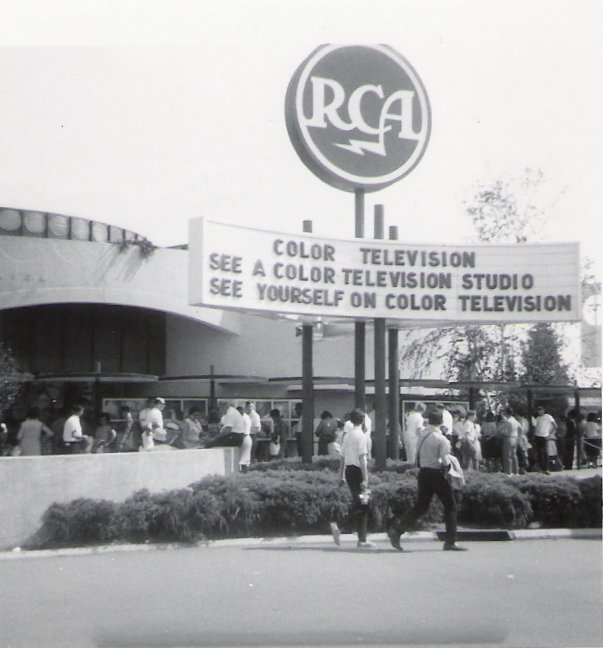
1964年のRCA カラー・テレビジョン・フェア

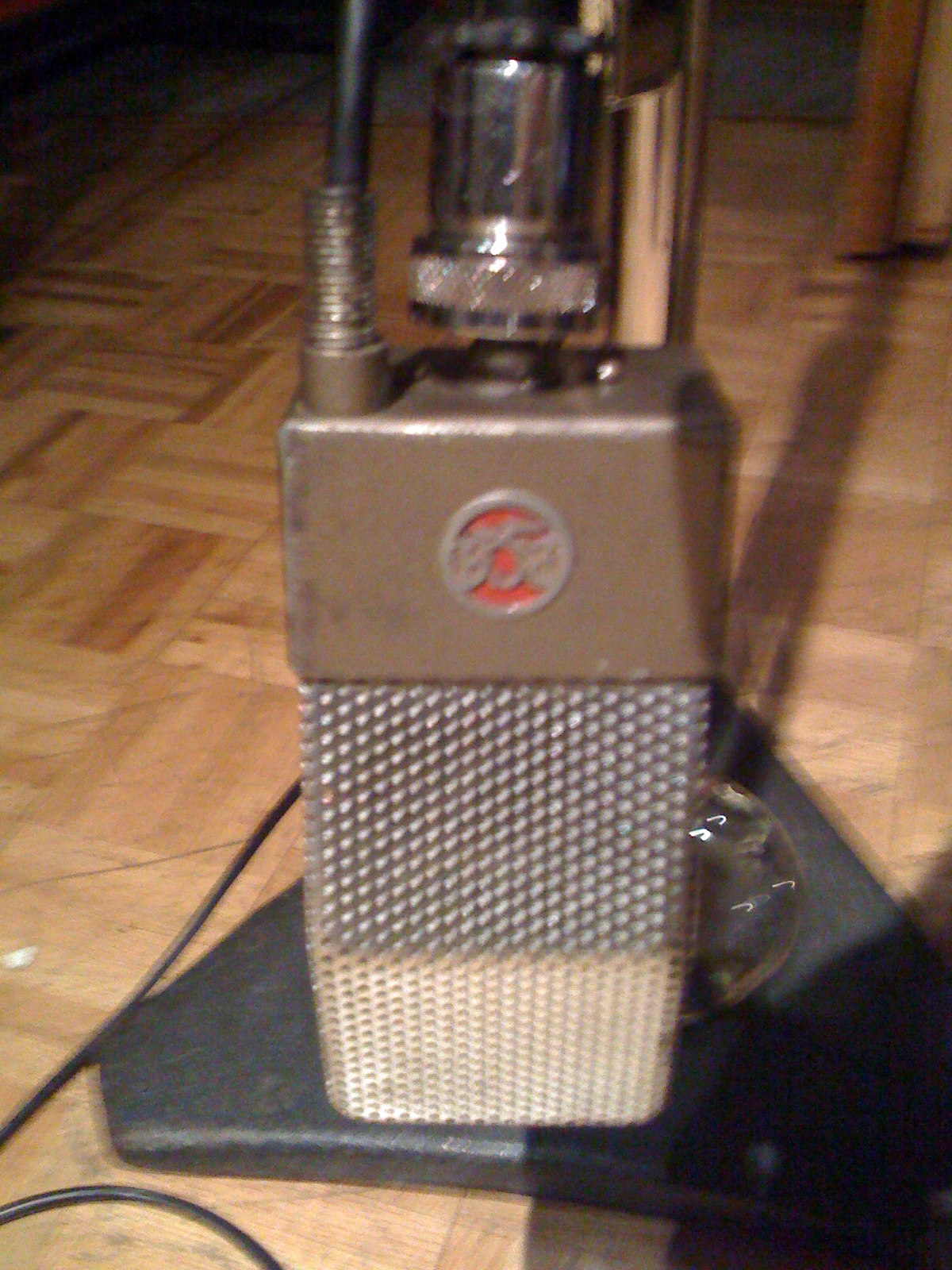
RCA 74 Jr. ベロシティ・リボン式マイクロフォン

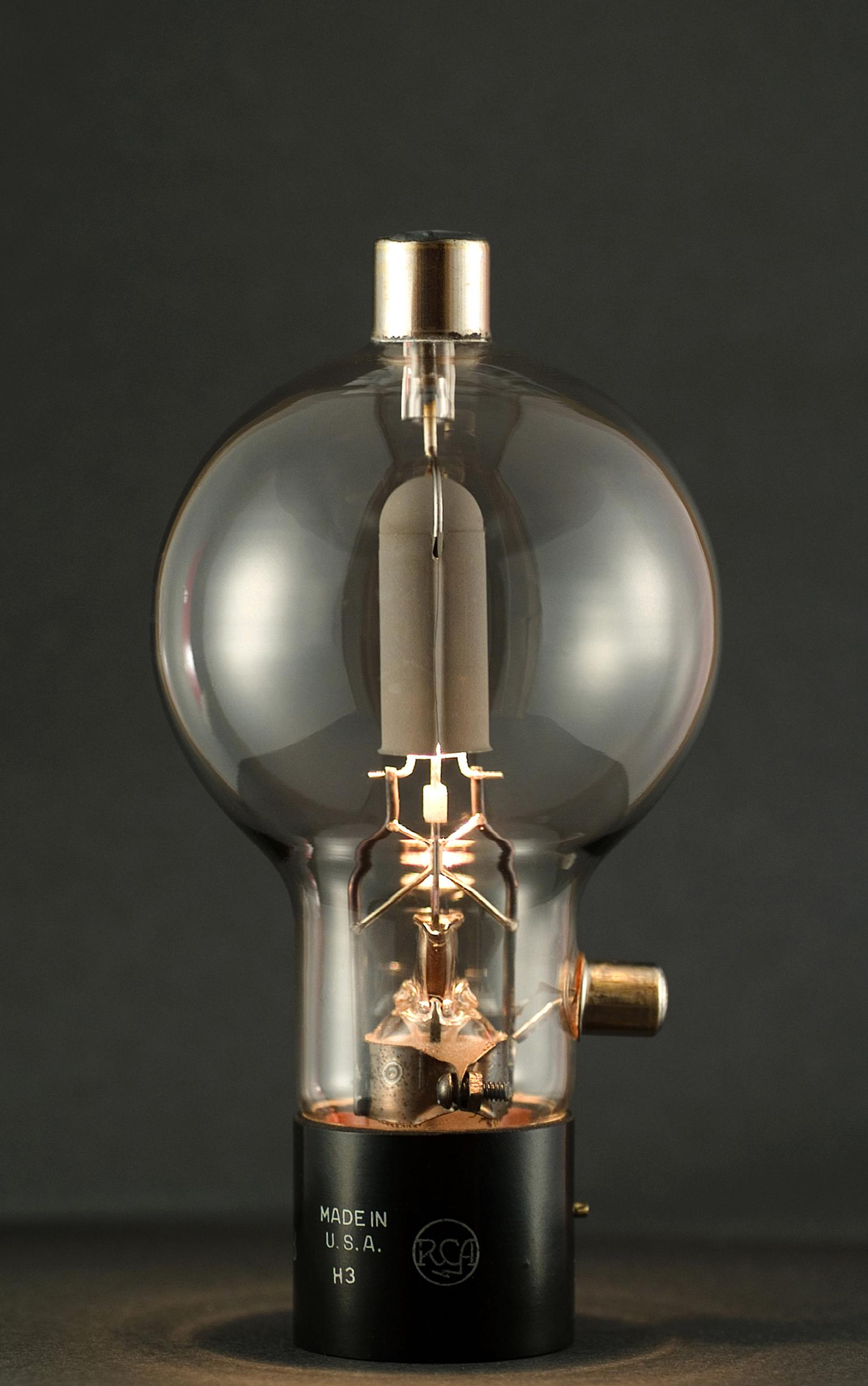
RCA 808 真空管

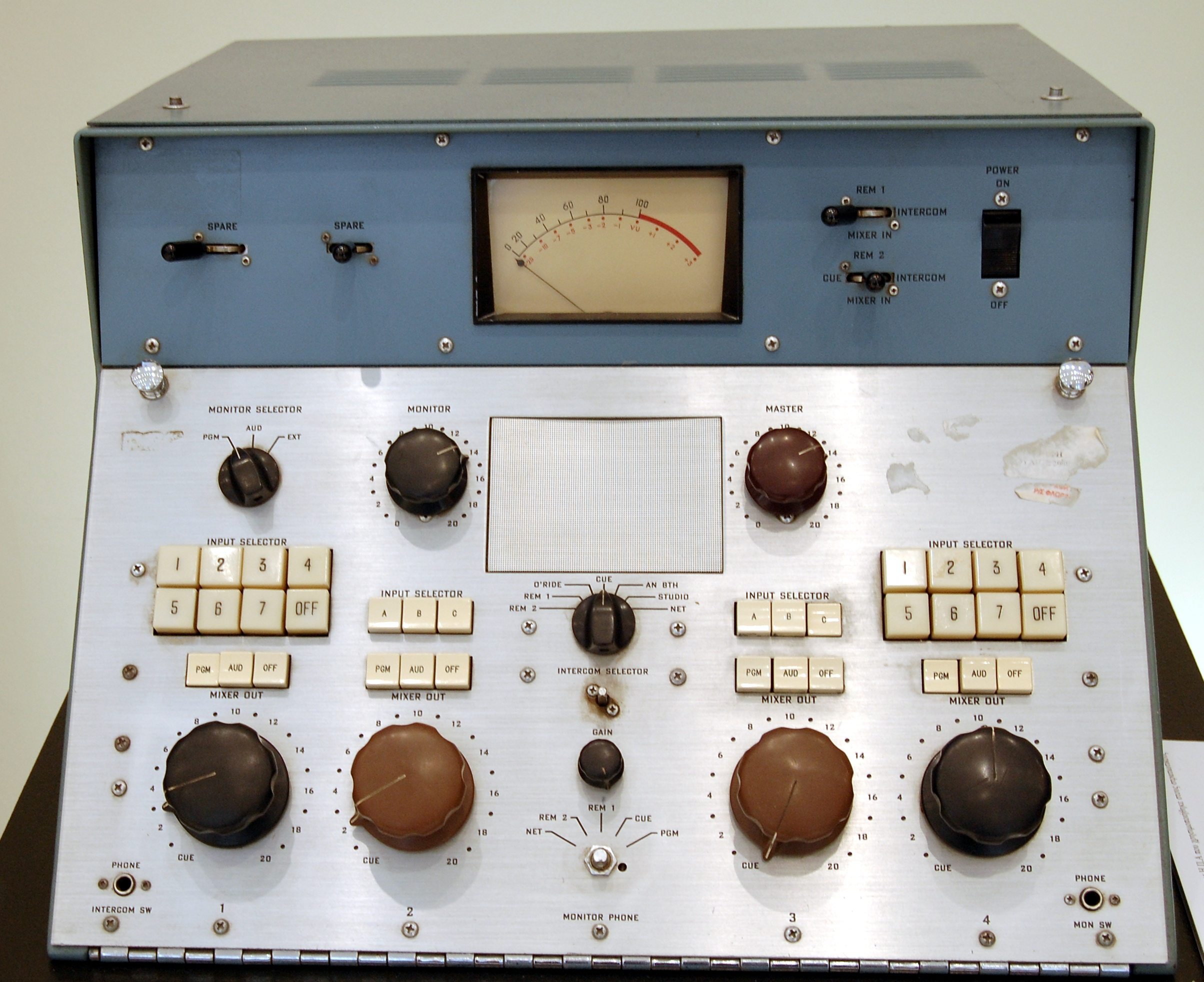
RCA 放送用のミキシング・コンソール

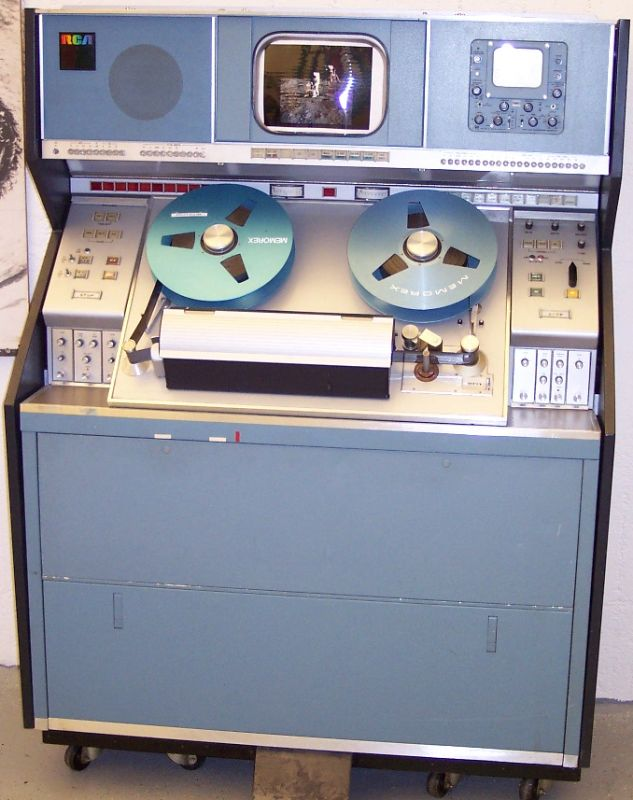
RCA 2インチ・テープ使用の業務用ビデオ・レコーダー

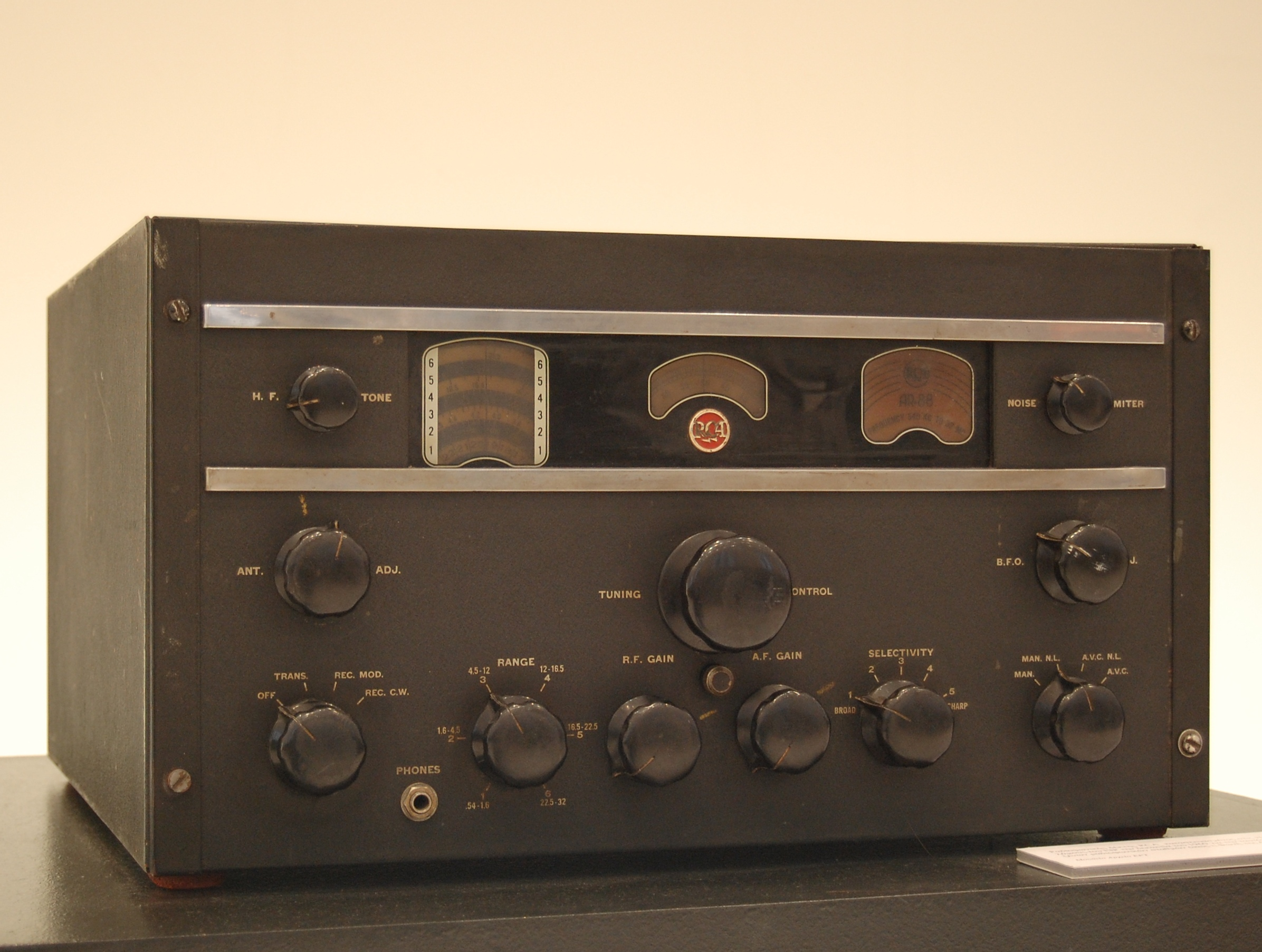
RCA AR-88 通信機器

エレクトロニクス部門では、真空管・半導体技術に優れ、真空管のメーカーとしては古くから世界的な名門であった。半導体時代に入ってからもGEの特許によるサイリスタなどのパワーデバイス、世界標準となったCMOSロジックIC4000シリーズ、同じくCMOS技術による最初のCPUとされるCOSMACシリーズ（CDP1801／CDP1802）などで知られた。CMOSの省電力性に優れた特徴から、CDP1802はボイジャー探査機にも搭載された。
設立以前のGE時代よりテレビ受像器の開発に着手し、世界初のカラーテレビの市販化を手がけた。日本においてテレビ開発が行われていた時期、電気回路に関する特許の使用を日本法人（アールシーエー技術研究所）を通じて容認し、その後のテレビ開発を支える土台になった事や、「RCA端子」とも呼ばれるAV端子の規格を作った事でも知られる。
1940年代から1950年代にかけて、テレビの開発とアメリカ軍のための先進的な電子機器の開発で繁盛したが、コンピュータの創成期においては限定的な関与に留まった。プリンストンの研究所の小規模なチームは大型のアナログ計算機であるTyphoonを海軍の航空研究のために製造したが、それ以上の開発はしなかった。

### コンピュータ事業
初期の重要な業績は記憶技術だった。先進的な電子機器の工場で、アメリカ陸軍が支援していたENIACとランド研究所のJOHNNIACのような複数の初期のコンピュータの開発で潜在的な記憶素子の技術の相談をした。これらの計画のためにジャン・A・ライクマンのチームが、テレビの発明で知られるウラジミール・ツヴォルキンの指揮下でセレクトロン管を開発した。これは先進的で高度に複雑な電子管記憶素子だった。しかしながら、マンチェスターからのウィリアムス管は大幅に単純で廉価で入手が容易となり、JOHNNIACと、それまでのシステムを除くすべての機械に備えられることとなり、2,000本の真空管を多様な計画のために製造した。1950年代初頭には不揮発性メモリである磁気コアメモリを開発し、1970年代半ばまで標準的なコンピュータの記憶装置になった。開発者をめぐり、マサチューセッツ工科大学のジェイ・フォレスターによる論争があった。フォレスターの素子はSAGE防空計画で使用された。
当時、Camden機構での開発で先進開発グループ（ADG）のみが軍用と民生用の両方を支援した。そのため、それはこのグループにとってデジタル技術を民生用と軍用の両方のために対応する事は自然ななりゆきだった。
最初の4年間においてADGの努力の大半は民生品の用途に焦点があてられた。1954年から軍用の開発が増加して1958年に西海岸のミサイルと対空レーダー部門になった。ADGはいかに電子工学工場が彼らの製品開発のための能力と経済的な見通しを活用するかの典型的な事例だった。

#### ADGとBIZMAC商業コンピュータ
計算機システム部門の創設はADGの最初の計画だった。1950年にADGはBIZMACの開発に着手した。これは実質的に大型のデータベースを並べ替えるために設計されたコンピュータで、磁気コアメモリとランダムアクセス磁気ドラムメモリが使用された。しかしながら、データに接続するための主要な機能はデータベースを構成する100台の廉価な磁気テープドライブだった。重量は250トンで占有面積は18000平方フィートでアメリカ陸軍の兵器廠との契約で大部分はRCAで製造され、装甲部門と工場で戦車の予備部品の管理のために使用された。契約額は$450万ドルで、当社はアメリカ陸軍の兵站管理の主要な供給会社として存続した。
1954年にBIZMACを引き継いだ商業電子工学計画グループは、それを原型にした機種を販売することを決定した。しかしながら、機械は多くは売れず、6台の製造に留まった。利用者は大型の通信販売業者と大型のデータベースの問題を抱えるニューヨークの2社だった。このような初期の世代の大きなコンピュータは驚くに値せず、BIZMACは低信頼性の問題には粘り強かったが、失敗に終わった。大型で高価なシステムは1955年から1958年にかけて1,000万から2,000万ドルの利益をもたらし、市場を開拓するための知見を得た。それは少数ではあったものの、真に彼らは最初にコンピュータの市場で成功したといえる。
BIZMACを開発したADGのメンバーはわずか30人でこのような大規模なシステムを開発するには小規模過ぎた。さらに開発をするためにシステムを継承した商業電子機器製品グループは100人で構成されるBIZMAC技術グループになった。このグループは電子データ処理部門から拡張してコンピュータシステム部門になり、最終的には情報システムグループになった。BIZMAC技術グループは開発を継続してADGは他の計画に開放された。当初、複数の防衛システムを開発する予定だったが、後に新しく開発されたコンピュータの運用に充当された。

### CEDビデオディスク
同社は、民生用において繰り返し録画再生が出来るビデオカセットレコーダー（VCR）よりも、“絵の出るレコード”と言われたビデオディスクの開発に注力しており、1960年代から着手した静電容量方式のCED開発に50億ドルの開発費用を費やし、1981年に「セレクタビジョン」の商標で北米（NTSC）およびイギリス向けのPAL版が発売された。
RCA及び日立や三洋、東芝などの日本の家電メーカーが製造販売し、OEM供給を請けた米国ゼニス（現在はLGの別ブランド）、映写機メーカーのエルモ、シアーズ、J.C.ペニー、タンディー・ラジオシャック（リアリスティック）などのストアブランド、PBブランド他から大量に流通された。
日本においては、日立製作所（当時VHSビデオデッキをRCAへOEM供給（松下に継いで2代目）していた）に市販化を要請したものの、VHDとレーザーディスク間での規格競争が繰り広げられ、1978年にゼネラルから先行して市販されたTeD方式（独・テレフンケン）（ディスク形状はソノシートに近く、収録時間は10分程度）は失敗に終り、コレクター向けの直輸入品を除き、市販されることは無かった。
なお、VHDはCEDと同様にキャディーごと再生機に投入してディスクの出し入れを行うが、VHDはディスク上に溝が無いなど、規格は全く別物である。
1984年4月にCED事業撤退が報じられる。莫大な開発費用の回収に見合う収益が見込めないためとされる。1985年まで供給は続けられた。

### 終焉
1984年に表面化したCEDビデオディスクの商業的な大失敗により経営が悪化し、1986年12月にかつての親会社GEへ買収・吸収された。翌1987年にジャック・ウェルチの方針により、旧RCAの家電部門はトムソンに、子会社であったRCAレコードはドイツのメディア・コングロマリットのベルテルスマンに売却された。
日本でのRCAレコードは、当初は日本ビクター（現・JVCケンウッド）の音楽レコード事業部を経てビクター音楽産業（現・ビクターエンタテインメント）が担っていたが、1975年に日本ビクターと米RCAレコードの合弁によりRVC株式会社が設立され移管された。その後、親会社の資本構成の変遷（ソニーBMGの発足）により、現在は株式会社ソニー・ミュージックエンタテインメントへ吸収されている。

## RCAブランド
過去、北米市場でトムソンが販売したRCAブランドのビデオカメラなど、高付加価値の商品は日本ビクターからのOEM。北米では「蓄音機に耳を傾ける犬ニッパー」の商標（もともとは英グラモフォンの商標）を使用していた。
デジタルオーディオプレーヤー、ポータブルプレーヤー、クロックラジオなどはタイのメーカー製。液晶テレビに関しては、トムソンのグループ企業である中国・TCL及び周辺企業から供給されていた。
しばらくは、これらトムソンのデジタルAV機器部門、及び、衛星放送向けのセットトップボックスブランドだったが、デジタルカメラ部門を中国資本のGE Imagesにブランドを貸与（GEブランド）、RCAオーディオアクセサリー部門をAudioVoxへブランド貸与を開始し、トムソンは世界各地での自社ブランド展開を開始。コンピュータ映像編集関連製品は日本企業のPC周辺機器メーカーであるカノープスを買収したトムソン・カノープス、USBオーディオやゼネラルオーディオはexe mode（エグゼ・モード。デジカメブランドとしてYASHICA、AGFA・PHOTOを使用している）が日本市場でのトムソンブランドのセールスを開始。これまでのRCAブランドは一部地域を除き、ほぼ全世界での使用停止を発表、同時に新しいライセンス先を探している。
その後トムソン社は、2010年にテクニカラー社へ社名を変更したが、2017年の段階でも、北米市場向けのデジタルAV機器事業は続いている。
なお、現状のRCAブランドについてはRCAブランド商標管理事業（英語）を参照する。

## 日本での事業
日本市場におけるRCAのエレクトロニクス機器は、業務用機器等ごく一部のみ販売されていた。2022年10月14日には、株式会社慶洋エンジニアリングが国内初のRCAブランドの一般向け市販商品となる、インターネットの動画配信サービスの視聴に特化したチューナーレステレビ3機種を発売した。
- RVC株式会社 - ビクター音楽産業（現：ビクターエンタテインメント〈二代目〉）が担っていたRCAレコード部門がスピンアウトする形で日本ビクター（現：JVCケンウッド）がRCAレコードを合弁で設立。邦楽もRCAレーベルで出されていた。前述の経営不振のため1987年にRCAレコードの経営権がベルテルスマンへ移った事に伴い、新たに設立したBMGビクター（後にBMG JAPANへ社名変更）へ事業譲渡し解散。なお、「RCA」のロゴ表記は図案化されたボールド体であったが、BMG傘下の1990年に1967年まで使用されていた旧ロゴへ変更され、主にクラシック音楽レーベルのRCAレッド・シール・レコード（en:RCA Red Seal Records）のロゴとしてソニーBMG傘下後も欧米市場に限り2014年まで使われていたが、これらの地域では2015年以降より1968年から1989年まで使用されていたボールド体ロゴに再び回帰した。なお、日本では後述するSMEJ傘下後、商標権の関係上、RCAの商標が使用できなくなった[4]。
  - BMG JAPANは2008年にBMGが米ソニー・ミュージックエンタテインメントへ事業が吸収されたのを機に、SMEJの子会社を経て同社に吸収合併され解散し、制作部門はSMEJ傘下で再編された（現在のソニー・ミュージックレーベルズのアリオラジャパンレーベル、およびソニー・ミュージックジャパンインターナショナル）。

- アール・シー・エー・コロンビア・ピクチャーズ・ビデオ株式会社 - RCAと米コロンビア ピクチャーズの合弁でビデオソフト事業を手がけるRCA/Columbia Pictures International Videoの日本法人として1984年に設立。1989年のソニーによるコロンビア ピクチャーズの買収により、関係会社を統合した上でソニー・ピクチャーズ エンタテインメントに社名変更し、引き続き事業を行っている。
- 株式会社トムソン技術研究所 - かつて仏トムソンが有するMP3や旧RCA社の技術ライセンス管理を行っていた日本現地法人。1999年まではGE傘下の「アールシーエー技術研究所」であった。